# Phaio sylva
Phaio sylva là một loài bướm đêm thuộc phân họ Arctiinae, họ Erebidae.